# 聖安東尼奧維斯塔
聖安東尼奧維斯塔（西班牙語：San Antonio Huista）是危地馬拉的城鎮，位於該國西北部，由韋韋特南戈省負責管轄，面積156平方公里，海拔高度1,377米，2002年人口12,675，人口密度每平方公里81.25人。